# Spiridon Stais
Spiridon Stais (in greco Σπυρίδων Σταης?; Cerigo, 1859 – Atene, 1932) è stato un tiratore a segno greco.

## Carriera
Partecipò al tiro a segno delle prime Olimpiadi moderne che si svolsero ad Atene. Si classificò al dodicesimo posto nella carabina militare, con 845 punti.